# Campionat del Món d'esgrima de 1953
El Campionat del Món d'esgrima de 1953 fou la novena edició del Campionat del Món d'esgrima. Es va disputar a Brussel·les, Bèlgica.

## Resultats

### Resultats masculins
| Proves            | Or | Plata | Bronze |
| Floret individual | Christian d'Oriola | Edoardo Mangiarotti                                                                                                   | Manlio Di Rosa                                                                                                |
| Floret per equips | FrançaClaude Bancilhon · Christian d'Oriola · Jacques Lataste · Claude Netter · Jacques Noël · Adrien Rommel           | ItàliaGiancarlo Bergamini · Manlio Di Rosa · Roberto Ferrari · Edoardo Mangiarotti · Renzo Nostini · Antonio Spallino | HongriaAladár Gerevich · József Gyuricza · Lajos Maszlay · Endre Palócz · József Sákovics · Endre Tilli       |
| Espasa individual | József Sákovics | Barnabás Berzsenyi | Renzo Marini                                                                                                  |
| Espasa per equips | ItàliaGiorgio Anglesio · Franco Bertinetti · Giuseppe Delfino · Edoardo Mangiarotti · Dario Mangiarotti · Carlo Pavesi | FrançaÉdouard Artigas · Daniel Dagallier · Maurice Huet · Armand Mouyal · Jean-Pierre Muller · Gérard Rousset         | SuïssaJules Amez-Droz · Richard Amstad · Michel Evéquoz · Umberto Menegalli · Fernand Thiébaud · Mario Valota |
| Sabre individual  | Pál Kovács | Aladár Gerevich | Rudolf Kárpáti                                                                                                |
| Sabre per equips  | HongriaTibor Berczelly · Aladár Gerevich · Rudolf Kárpáti · Pál Kovács · László Rajcsányi · Bertalan Papp              | ItàliaGastone Darè · Roberto Ferrari · Renzo Nostini · Domenico Pace · Vincenzo Pinton · Mauro Racca                  | PolòniaZbigniew Czajkowski · Zygmunt Pawlas · Leszek Suski · Jerzy Pawłowski · Wojciech Zabłocki              |

### Resultats femenins
| Proves            | Or                                                            | Plata | Bronze                                                                                   |
| Floret individual | Irene Camber                                                  | Renée Garilhe | Ilse Keydel                                                                              |
| Floret per equips | HongriaIlona Elek · Margit Elek · Katalin Kiss · Magda Zsabka | FrançaCatherine Delbarre · Renée Garilhe · Raymonde Pécheux · Marguerite Lavagne · Françoise Mailliard · Régine Veronnet | ItàliaIrene Camber · Velleda Cesari · Alberta Lorenzoni · Jenny Zanelli · Silvia Strukel |

## Medaller
| Posició | País    | Or | Plata | Bronze | Total |
| 1       | Hongria | 4  | 2     | 2      | 8     |
| 2       | Itàlia  | 2  | 3     | 3      | 8     |
| 3       | França  | 2  | 3     | 0      | 5     |
| 4       | Polònia | 0  | 0     | 1      | 1     |
| 4       | Suïssa  | 0  | 0     | 1      | 1     |
| 4       | RFA     | 0  | 0     | 1      | 1     |